# 持宝寺 (小山市)
持宝寺（じほうじ）は、栃木県小山市にある新義真言宗の寺院。

## 歴史
奈良時代、道鏡によって開山された。

## 梵鐘
当寺には梵鐘がある。1702年（寛政4年）に鋳造されたものである。太平洋戦争中、金属類回収令に基づき、各寺院の梵鐘は供出させられることになった。当寺の梵鐘ももちろん対象であったが、その銘文に「孝謙天皇」の四文字があったことから、鋳潰すのは皇室に対する不敬ということで、供出を免れることになった。当時の公式史観「皇国史観」によれば、道鏡は皇位を窺う「国賊」とされてきた。当寺も「国賊道鏡が開山した寺」ということになっていた。しかし皮肉にも孝謙天皇（称徳天皇）の銘文によって逆に救われる形となったのである。

## 交通アクセス
- 小山駅より徒歩9分。